# Bing Maps
Bing Maps (znany wcześniej jako Windows Live Local, Windows Live Maps, Virtual Earth i Live Search Maps) – należący do firmy Microsoft internetowy serwis z mapami drogowymi oraz zdjęciami satelitarnymi i lotniczymi, będący częścią wyszukiwarki internetowej Bing.
Oprócz wyświetlania map i zdjęć, wyszukiwania miejscowości i dróg oraz wyznaczania trasy pomiędzy wybranymi punktami (również dla terenu Polski) usługa oferuje zdjęcia z lotu ptaka (Bird’s Eye), wysokiej rozdzielczości zdjęcia lotnicze wykonane pod kątem 45 stopni (dostępne dla ponad 100 miast w USA i 80 Europie – głównie w Wielkiej Brytanii i we Włoszech). Serwis jest regularnie aktualizowany o nowe dane.
Możliwe jest dodawanie własnych informacji do map (punkty, linie i wielokąty), a następnie dzielenie się nimi z innymi użytkownikami serwisu. Bing Maps udostępnia również specjalne API, które umożliwia innym programistom tworzenie własnych aplikacji internetowych z wykorzystaniem map i informacji z serwisu.

## Virtual Earth 3D
W listopadzie 2006 ukazał się Virtual Earth 3D (oparta na technologii ActiveX kontrolka do przeglądarki Internet Explorer w wersji 6 lub 7), umożliwiający oglądanie map w środowisku trójwymiarowym. W kwietniu 2007 kontrolka została zastąpiona przez wtyczkę, który oprócz IE działa również w Firefoksie (lecz jedynie na systemach Windows XP, 2003 lub Vista).
Aplikacja pozwala na nawigację w trzech wymiarach – można zmieniać swoje położenie, wysokość i kąt widzenia podobnie jak w programach Google Earth i NASA World Wind. Virtual Earth 3D posiada te same dane i funkcje co mapa 2D, dodatkowo dostępne są dane dotyczące ukształtowania terenu (góry, doliny itp. na które nałożono cieniowanie) oraz modele całych miast (większość metropolii w USA plus wybrane miasta w Kanadzie, Wielkiej Brytanii i Francji) – gotowe kolekcje realistycznych budynków z nałożonymi teksturami. Tryb ten oferuje też możliwość tworzenia modeli 3D przez użytkownika.

### Miasta dostępne w wersji trójwymiarowej
- Austria: Wiedeń
- Francja: Tuluza, Vannes
- Japonia: Tokio
- Kanada: Calgary, Edmonton, Hamilton, Montreal, Ottawa, Quebec, Toronto
- Stany Zjednoczone Ameryki: Atlanta, Augusta, Aurora-Naperville, Baton Rouge, Birmingham, Boston, Buffalo, Cape Coral, Cedar Rapids, Chattanooga, Chicago, Cleveland, Cincinnati, Coral Springs, Dallas-Fort Worth, Decatur, Denver, Detroit, Huntsville, Indianapolis, Jackson, Jacksonville, Joliet, Kansas City, Knoxville, Las Vegas, Los Angeles, Louisville, Miami, Milwaukee, Minneapolis, Mobile, Montgomery, Nashville, New Haven, New Orleans, Miasto Nowy Jork, Orlando, Peoria, Philadelphia, Phoenix, Portland (OR), Providence, Redmond, Rockford, Sacramento, San Diego, San Francisco, Savannah, Seattle, Shreveport, Springfield, St. Louis, St. Petersburg, Tacoma, Tallahassee, Tampa, Tucson, West Palm Beach
- Szwajcaria: Zurych
- Wielka Brytania: Brighton, Bristol, Cardiff, Eastbourne, Gloucester, Liverpool, Northampton, Plymouth, Southampton, Swindon, Wolverhampton